# Асаґірі

32°14′25″ пн. ш. 130°53′53″ сх. д. / 32.24028° пн. ш. 130.89806° сх. д.
Асаґірі (яп. あさぎり町) — містечко в Японії, в повіті Кума префектури Кумамото.